# 50% & 50%
"50% & 50%" é o segundo single do músico japonês hide, lançado em 5 de agosto de 1993. Seu primeiro single, "Eyes Love You", foi lançado no mesmo dia e as capas de ambos os singles são idênticas, exceto que "50% & 50%" é vermelho, enquanto "Eyes Love You" é verde. Elas formam uma imagem 3D quando são colocados lado a lado. "50% & 50%" alcançou a sexta posição na Oricon e foi certificado como ouro pela RIAJ.
"50% & 50%" foi relançado em 12 de dezembro de 2007, com uma nova capa. Em 28 de abril de 2010, foi relançado novamente como parte do projeto "The Devolution Project", onde foram lançado os onze singles originais de hide em vinil de disco de imagem.

## Visão geral
hide embarcou em uma carreira solo em 1993 devido a inatividade do X Japan. Inicialmente, hide queria contratar vários vocalistas diferentes porque estava inseguro de sua própria voz, mas começou a ter aulas de canto com o treinador de Toshi e assim produziu os vocais ele mesmo.
Querendo contrastar algo incomum com um fundo pop, hide contratou Yukinojo Mori para escrever a letra de "50% & 50%" e "Eyes Love You". Quando criança, hide gostava do álbum Warning from Stardust (1982) de Bow Wow, onde as canções do lado A tinham letras em inglês e as do lado B em japonês. Hide, que preferia as letras em japonês, posteriormente descobriu que Mori era o autor delas. "50% e 50%" foi escrito após as duas canções de "Eyes Love You".
No primeiro álbum de hide, Hide Your Face, uma versão acústica da canção aparece, conhecida como "50% & 50% (Crystal Lake Version)".
Em um vídeo promocional de "Doubt", hide conta com a participação de seu futuro colega de banda no Spread Beaver, o percussionista I.N.A e Jennifer Finch e Demetra "Dee" Plakas da banda grunge feminina L7.

## Recepção
Alcançou a sexta posição nas paradas da Oricon Singles Chart. Foi certificado como ouro pela Recording Industry Association of Japan.

## Faixas
Todas as faixas escritas e compostas por hide. 
| N.º | Título      | Letras        | Duração |  |
| 1.  | "50% & 50%" | Yukinojo Mori | 4:11    |  |
| 2.  | "Doubt"     | hide          | 4:46    |  |

## Versões cover
A última banda de hide, Zilch, gravou uma versão em inglês de "Doubt" para o álbum 3.2.1 de 1998. Foi também reproduzida por Buck-Tick no álbum tributo a hide, Tribute Spirits. Foi tocada por Underneath no festival hide memorial summit em 4 de maio de 2008. defspiral, que é composto por quatro dos cinco ex-membros do Underneath, fez um cover para seu álbum de 2011 "Reply -Tribute to hide-".
"50% & 50%" foi tocada por Mix Speaker's, Inc. enquanto "Doubt" foi reproduzida por Machine (dueto consistindo em Kiyoshi do Spread Beaver e Hakuei do Penicillin) no álbum tributo Tribute II -Visual Spirits-. Já no Tribute III -Visual Spirits-, D=OUT fez um cover de "Doubt". Ambos os álbuns foram lançados em 3 de julho de 2013. Para o álbum Tribute VII -Rock Spirits-, lançado em 18 de dezembro de 2013, "Doubt" foi regravado pelos The Novembers. Também foi regravada por Hisashi e Yow-Row para o álbum Tribute Impulse de 6 de junho de 2018. 